# Quimixtlán
Quimixtlán es una localidad del estado mexicano de Puebla. Es cabecera del municipio de Quimixtlán.

## Demografía
| Censo | Población |
| ----- | --------- |
| 1900  | 1050      |
| 1910  | 443       |
| 1921  | 354       |
| 1930  | 536       |
| 1940  | 611       |
| 1950  | 569       |
| 1960  | 695       |
| 1970  | 767       |
| 1980  | 1091      |
| 1990  | 1270      |
| 1995  | 1516      |
| 2000  | 1526      |
| 2005  | 1532      |
| 2010  | 1567      |
| 2020  | 1771      |